# Barbade
Ne doit pas être confondu avec Barbuda.
Barbade
(en) Barbados
La Barbade  (en anglais : Barbados ) est un micro-État insulaire situé en mer des Caraïbes à proximité de la limite de celle-ci avec l'océan Atlantique, soit à environ trois kilomètres au large de la pointe la plus orientale de l'île.
Située environ sur le parallèle 13°10' nord et sur le méridien 59°30' ouest, la Barbade fait partie des Petites Antilles. Les îles les plus proches sont les îles de Saint-Vincent-et-les-Grenadines et Sainte-Lucie, à l'ouest. Au sud, se trouve Trinité-et-Tobago — avec qui la Barbade partage désormais une frontière maritime fixe et officielle — et la côte sud-américaine. La superficie totale de la Barbade est d'environ 430 kilomètres carrés ; sa densité est la plus élevée d'Amérique (8e rang mondial). Son altitude est assez basse, les pics les plus élevés étant à l'intérieur du pays. Le point le plus élevé de la Barbade est le mont Hillaby (340 m) dans la commune de Saint Andrew. La structure géologique de la Barbade n'est pas d'origine volcanique. C'est principalement un calcaire corallien né de la subduction de la plaque sud-américaine en collision avec la plaque caraïbe. L'île a un climat tropical, avec des alizés de l'océan Atlantique maintenant des températures douces. Certaines parties moins développées de ce pays grand comme trois fois Marie-Galante abritent des forêts tropicales et des mangroves. D'autres parties de l'intérieur du pays connaissent une mise en œuvre agricole destinée à la production de cannes à sucre. Ce pays vit principalement du tourisme.
Pendant plus de trois siècles, la Barbade a été sous domination britannique. Elle obtient son indépendance le 30 novembre 1966 en qualité de royaume du Commonwealth, avec pour monarque la reine Élisabeth II. Le 16 septembre 2020, la gouverneure générale, Dame Sandra Mason, annonce la prochaine proclamation de la république, à l'occasion du 55e anniversaire d'indépendance de l'île, précisant qu'« il est temps de laisser le passé colonial derrière nous », lors d'un discours écrit par la Première ministre Mia Mottley. Le 30 novembre 2021, la Barbade devient officiellement une république, tout en restant membre du Commonwealth. Élue le 20 octobre, Dame Sandra Mason devient la première présidente de la Barbade.
L'Église anglicane était religion d'État, jusqu'à ce que le Parlement barbadien, après l'indépendance, prononce sa séparation vis-à-vis de l'État. La capitale du pays est Bridgetown et la langue officielle est l'anglais. 

## Histoire
Le nom de Barbade vient de l'explorateur portugais Pedro A. Campos qui nomma l'île en 1536 Os Barbudos (« Les Barbus »). Il la nomma ainsi en voyant les longues racines aériennes de certains ficus qui lui faisaient penser à des « barbes ».

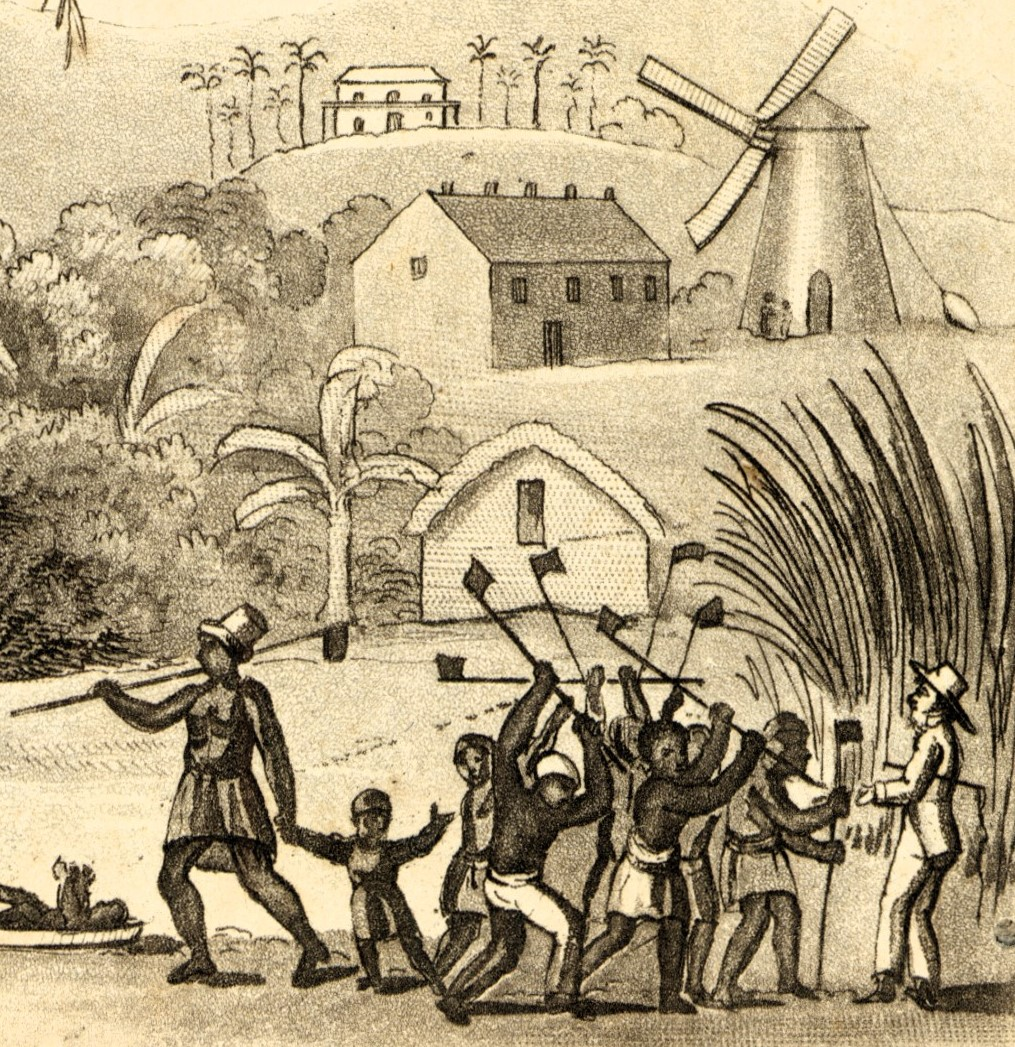
Esclaves africains travaillant dans une plantation sucrière à la Barbade, 1807-1808.

En 1816, une  révolte d'esclaves (la rébellion de Bussa (en)) éclate le jour de Pâques. La révolte est matée dans le sang, les têtes sont exposées sur des piquets. Néanmoins, la brutalité de la répression choque jusqu’en Angleterre et renforce le mouvement abolitionniste.
L'abolition de l'esclavage dans les colonies britanniques en 1833 conduit à la libération de 83 000 hommes, femmes et enfants à la Barbade. Leurs anciens propriétaires perçoivent de l’État un large dédommagement.
La minorité constituée par les planteurs reste au pouvoir grâce à un cens élevé qui exclut 70 % de la population de la vie politique. Le revenu minimal donnant accès au droit de vote fut abaissé en 1942, puis le suffrage universel fit son apparition en 1951. Adams fut élu Premier ministre en 1958.
La Barbade devient indépendante le 30 novembre 1966 en tant que royaume du Commonwealth.
Le 30 novembre 2021, la monarchie est abolie et la Barbade devient une république, tout en restant dans le Commonwealth. La gouverneure générale Sandra Mason devient la première présidente de la Barbade, mettant fin au règne d’Élisabeth II,,,.

## Géographie
La Barbade est une île relativement plate d'une superficie de 431 km2, se relevant doucement dans la région centrale montagneuse, le point le plus élevé est le mont Hillaby à 340 m. Son littoral a une longueur de 97 km. L'île, située en mer des Caraïbes, a cependant une position plus excentrée vers l'océan Atlantique que les autres îles des Petites Antilles. Elle se trouve à 145 km à l'est-sud-est de l'île Sainte-Lucie et à 159 km à l'est de l'île Saint-Vincent. Le climat est tropical, avec une saison des pluies à partir de juin jusqu'à octobre. La capitale est Bridgetown. D'autres villes à signaler sont Holetown et Speightstown.

### Géologie
La Barbade est la partie émergée d'un prisme d'accrétion, en effet la partie océanique de la plaque nord-américaine se trouvant sous l'Atlantique est en subduction sous la plaque caraïbe, ce qui entraîne au niveau de la fosse océanique l'obduction des sédiments océaniques. Ceux-ci s'accumulent et atteignent parfois la surface de l'eau : c'est ce qui s'est passé à la Barbade. Elle est donc une île constituée de roches sédimentaires contrairement à la majorité des îles des Antilles qui ont pris naissance grâce au volcanisme de subduction. Cette structure géologique se manifeste également par le promontoire rocheux de l'île connu sous le nom de Pico Teneriffe. Celui-ci tire son nom d'une croyance de la population locale selon laquelle l'île de Tenerife, en Espagne, serait la première terre rencontrée vers l'est depuis le territoire de la Barbade,.

### Subdivisions
La Barbade est divisée en 11 paroisses :
- Christ Church ;
- Saint Andrew ;
- Saint George ;
- Saint James ;
- Saint John ;
- Saint Joseph ;
- Saint Lucy ;
- Saint Michael ;
- Saint Peter ;
- Saint Philip ;
- Saint Thomas.

## Politique

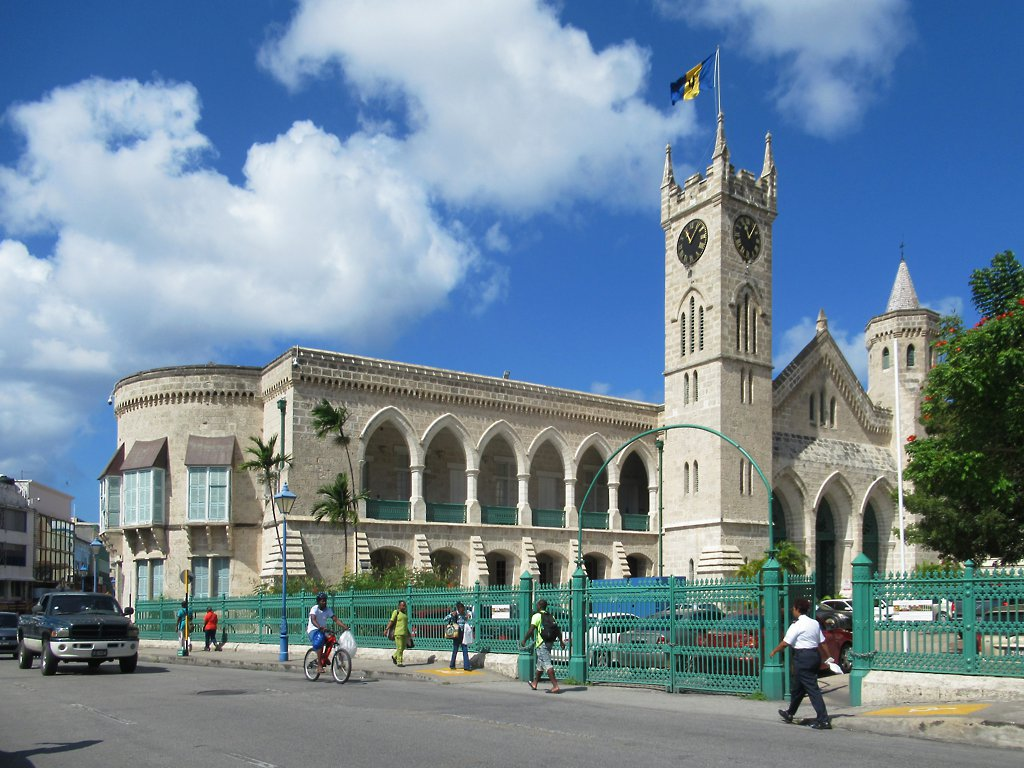
Les bâtiments du Parlement de la Barbade.

La Barbade est membre de la Caricom.

La Barbade est une république parlementaire multipartite, membre du Commonwealth. Le président en est le chef d'État, avec un rôle essentiellement symbolique. Le Premier ministre, chef du gouvernement, exerce le pouvoir exécutif.
Le Parlement, composé de deux chambres, le Sénat et l'Assemblée, exerce le pouvoir législatif.
Le pouvoir judiciaire est indépendant de l’exécutif et du législatif.
La Barbade est jusqu'en 2021 une monarchie parlementaire multipartite et un royaume du Commonwealth. La reine Élisabeth II est jusqu'à cette date le chef d'État, et est représentée sur place par un gouverneur général. En mars 2015, Freundel Stuart, alors Premier ministre de la Barbade, annonce qu'un projet de loi est en cours d'adoption au Parlement afin que l’État devienne une république (république du Commonwealth). Cette réforme est finalement annoncée le 15 septembre 2020 pour devenir effective au 30 novembre 2021, sous l'impulsion de Mia Mottley. À partir de cette date, la reine Élisabeth II cesse d'être reine de la Barbade et est remplacée par un président élu.
Le 20 octobre 2021, Dame Sandra Mason est élue première présidente de la Barbade par le parlement, ; la République est proclamée le 30 novembre 2021.

### Politique étrangère
La Barbade est membre de la Communauté caribéenne, un regroupement d'États principalement anglophones des Caraïbes qui intervient politiquement et économiquement afin de favoriser le développement du territoire sous sa juridiction.

## Démographie

Évolution de la démographie entre 1960 et 2010 (chiffre de la UNDAES, 2012). Population en milliers d'habitants.

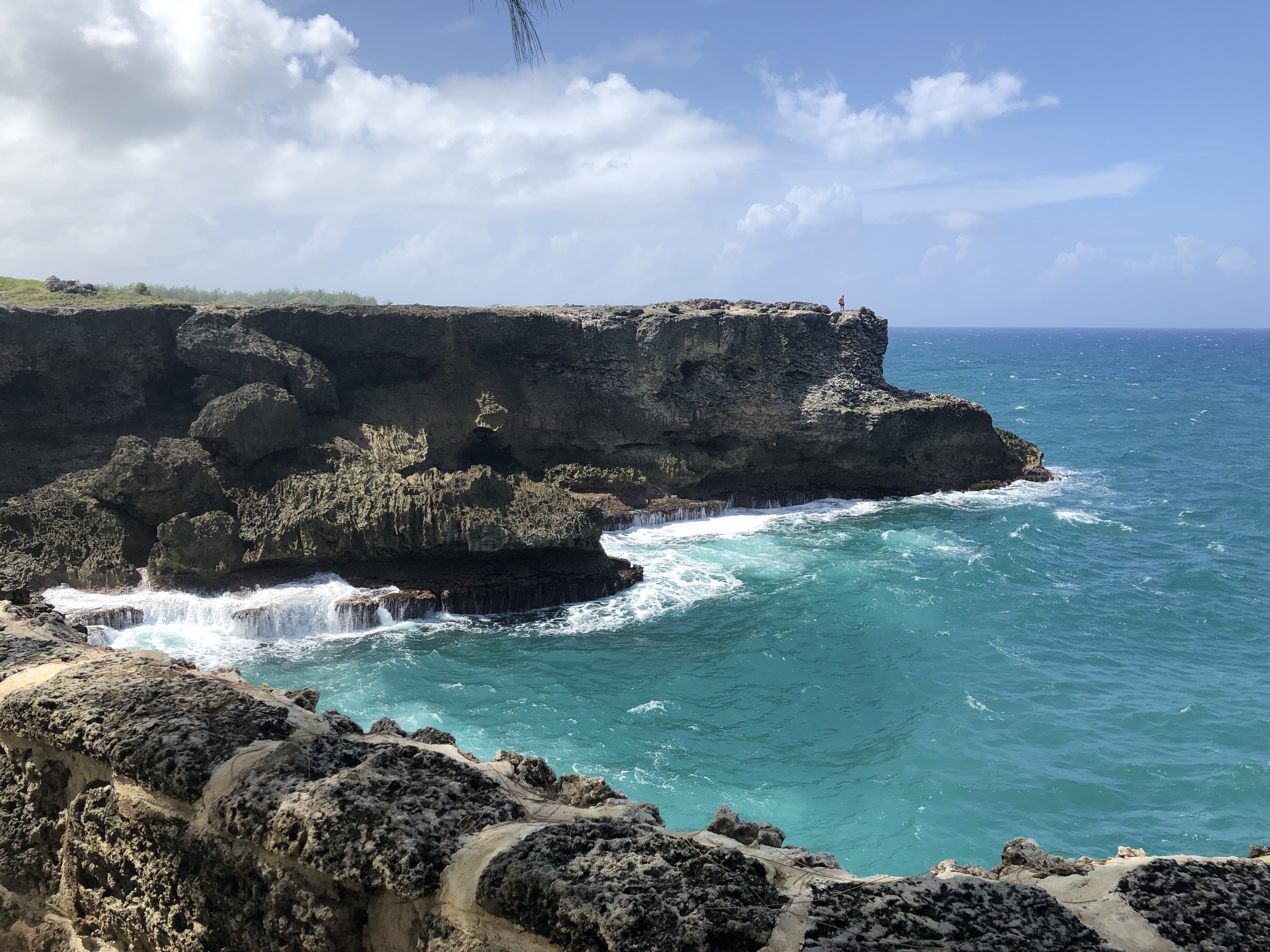
Animal Flower Cave, Barbade.

La Barbade est peuplée d'environ 303 431 habitants (estimations de 2023), avec une croissance démographique de 0,24 % (estimations de 2023), soit le 4e pays le plus densément peuplé en Amérique (le 18e mondialement) et le 10e en termes de pays insulaire le plus peuplé dans sa région (le 180e mondialement). L’espérance de vie y est de 76 ans pour les hommes et 82 ans pour les femmes ; comme au Japon, le territoire héberge un nombre élevé de centenaires[réf. nécessaire].
La population est composée à 16,78 % de personnes de 0 à 14 ans, à 67,56 % de personnes de 15 à 64 ans et à 15,66 % de personnes de 65 ans ou plus. La densité de population est de 705 hab./km2.
Environ 90 % des Barbadiens sont descendants de peuples africains. Le reste de la population est issu d'Europe (essentiellement Grande-Bretagne et Irlande), de Chine, d’Inde, des États-Unis, du Canada.

### Langues
La langue officielle est l’anglais, qui est utilisée en communication, dans l’administration et tous les services publics de l’île. Dans la vie de tous les jours, cet anglais standard britannique laisse place à une de ses variantes locales, appelée « bajan », sous l'influence des autres langues caribéennes.

### Religion

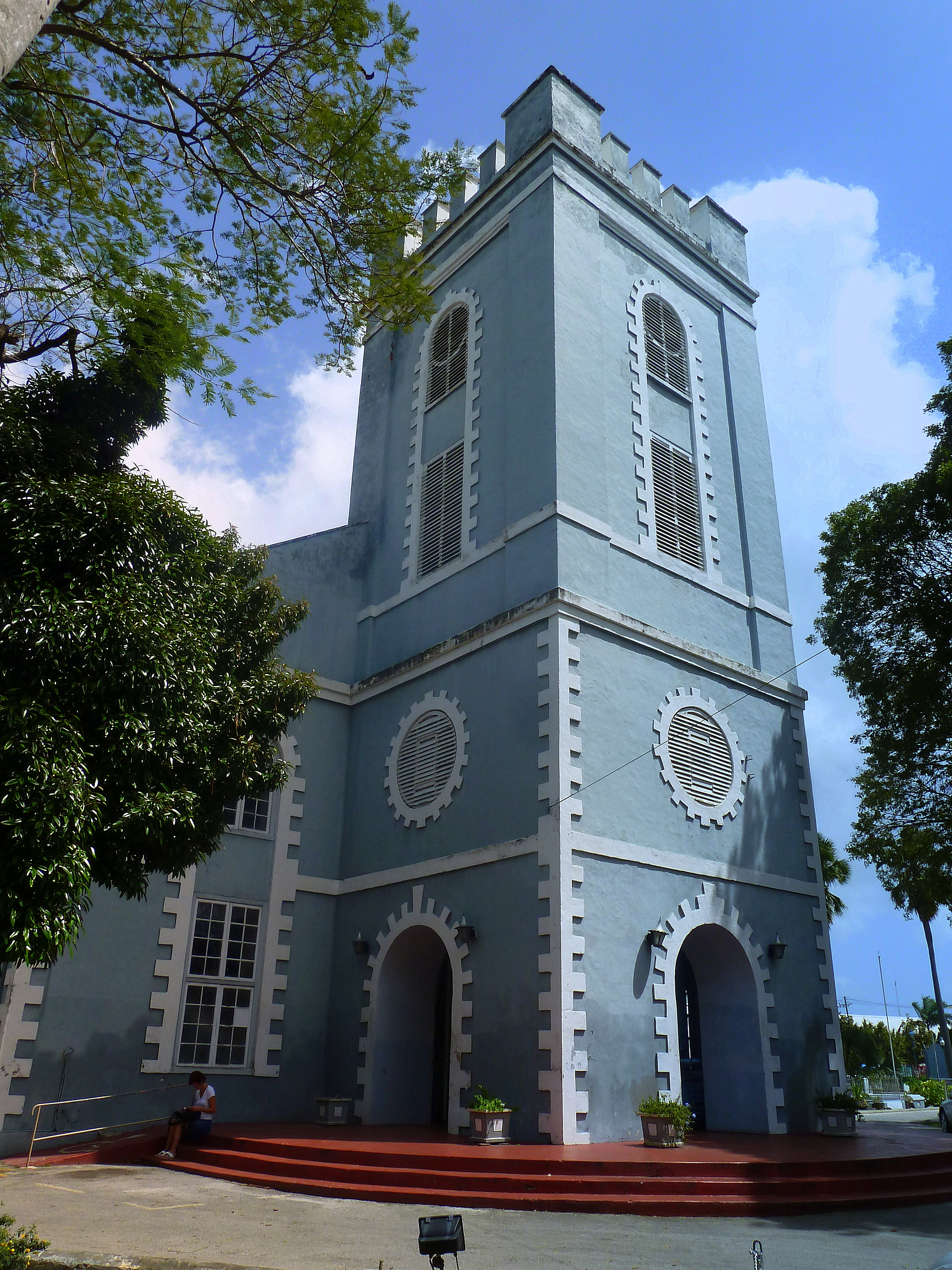
L'église anglicane Marys à Bridgetown.

Selon le Pew Research Center, en 2010, 95,2 % des habitants de la Barbade sont chrétiens (protestants 88 %, catholiques 4,3 %), la population musulmane est de 1 % et chaque autre religion (bouddhisme, hindouisme, judaïsme, etc.) moins de 1 %.
L’Église anglicane était la religion d’État, avant d’être détachée par le Parlement barbadien après l’indépendance.

## Culture

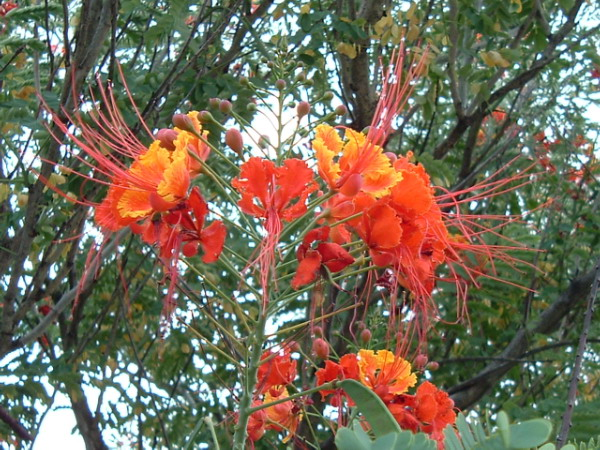
L'emblème de Barbade : Barbados pride (Caesalpinia pulcherrima (L.) Sw.).

- Cinéma caribéen
- Liste de films caribéens

### Principales fêtes en Barbade
Les principales fêtes de la Barbade sont :
- fête de l'Indépendance (30 novembre) : fête nationale ;
- Marathon de la Barbade (3 décembre) : événement sportif ;
- Noël (25 décembre) : beaucoup de lumières de Noël. Le poinsettia, une fleur locale, est à l'honneur à Noël. Le repas de Noël comprend principalement du jambon, de la dinde et du porc[24].

## Patrimoine

### Patrimoine religieux

#### Catholicisme
- La cathédrale Saint-Patrick à Bridgetown, édifiée au XIXe siècle.

#### Anglicanisme
- La cathédrale Saint-Michel-et-Tous-les-Anges, à Bridgetown édifiée au XVIIIe siècle.

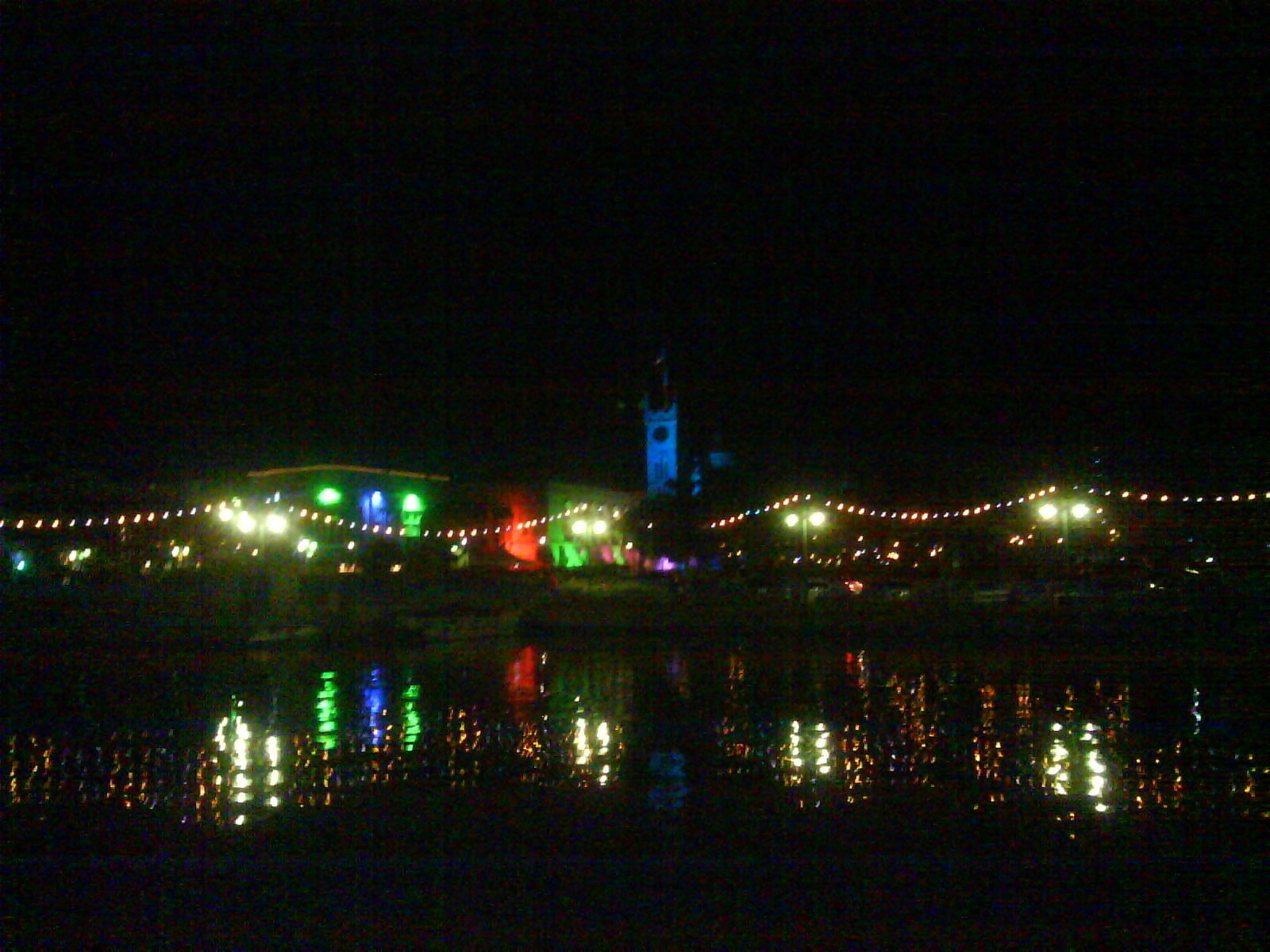
Le parlement de Barbade est décoré pour la période de la fête nationale et de Noël.

## Personnalités  barbadiennes
Rihanna chanteuse. 